# والتر سیدنی آدامز
 والتر سیدنی آدامز (انگلیسی: Walter Sydney Adams؛ ۲۰ دسامبر ۱۸۷۶ – ۱۱ مهٔ ۱۹۵۶) یک ستاره‌شناس اهل ایالات متحده آمریکا بود.
وی همچنین برنده جوایزی همچون نشان هنری دراپر شده است.